# 李世強 (1966年)
李世強（1966年—），中華民國海軍中將，生於臺灣臺北市，現任國家中山科學研究院中將院長（2024年7月1日就任），為國家中山科學研究院改制為行政法人後首位海軍背景出身的院長，曾任國防部戰規司中將司長。
2021年1月1日李世強晉升海軍中將，曾任參謀本部作計室參謀少將助次（聯三助次）、海軍艦指部少將副指揮官、海軍艦指部少將參謀長、海軍168少將艦隊長、海軍2013年敦睦支隊少將支隊長、海軍261少將戰隊長、海軍司令部人事處國會聯絡上校組長、海軍馬公艦艦長、海軍迪化艦艦長、海軍達觀艦艦長、海軍錦江艦艦長等職，治軍對下屬要求極嚴格，畢業於海軍官校1988年班（77年班）、國防大學海軍指參學院2001年班（90年班）、國防大學戰爭學院2006年班（95年班）。

## 外部連結
| 军职           | 军职                                                      | 军职          |
| -------------- | --------------------------------------------------------- | ------------- |
| 中華民國國防部 |                                                           |               |
| 前任： 張忠誠  | 國家中山科學研究院中將院長 第四任 2024年7月1日—           | 繼任： 現任   |
| 前任： 吳寶琨  | 國防部戰略規劃司中將司長 · 2020年12月1日—2024年06月30日   | 繼任： 黃文啟 |
| 前任： 李宗孝  | 海軍艦隊指揮部少將副指揮官 · 2016年12月1日—2019年06月30日 | 繼任： 林中行 |